# ولاية فاس
ولاية فاس هو اسم أطلق على ولاية تقع شمال المغرب عاصمتها فاس، يحدها نهر أم الربيع وقمم الأطلس الكبير من الجنوب والمحيط الأطلسي من الغرب والبحر الأبيض المتوسط من الشمال. شكلت تاريخيا إلى جانب ولاية مراكش وولاية سوس وولاية تافيلالت وولاية تمبكتو وإقليم شنقيط الأقاليم الأساسية للامبراطورية الشريفة.
لعبت ولاية فاس الأدارسة دورًا مهمًا في تاريخ المغرب وحضارته، حيث كانت عاصمة الدولة الإدريسية، وساهمت في نشر الإسلام في المغرب.
أسس إدريس الأول ولاية فاس الأدارسة في عام 789م، بعد أن هرب من المذبحة العباسية في موقعة فخ.
قام إدريس الأول ببناء فاس، وجعلها عاصمة الدولة الإدريسية. كما أنشأ العديد من المساجد والمدارس والمستشفيات، وشجّع على التعليم والعلم.
ازدهرت ولاية فاس الأدارسة في عهد إدريس الثاني، حيث توسعت حدود الدولة، وازدهرت التجارة والصناعة.
بعد ۏفاة إدريس الثاني، تولى ابنه محمد بن إدريس الثاني الحكم، ولكنه قام بتقسيم الدولة بين إخوته، مما أدى إلى ضعفها.
في عام 927م، سقطت ولاية فاس الأدارسة في يد الأمويين، الذين حكموا المغرب لمدة قرنين من الزمن.

## أقاليم تابعة للولاية
- إقليم الهبط
- إقليم الريف
- إقليم كرط
- إقليم أزغار
- إقليم فاس
- إقليم الحوز
- إقليم تامسنا

## وصلات خارجية
- خرائط دول أوروبا والحوض المتوسط منذ سنة 1 حتى الآن
- خارطة تبين ولاية فاس حوالي سنة 1500